# Přemysl Hnilička
Přemysl Hnilička (* 1977 Brno) je český knihovník, divadelní vědec, rozhlasový historik, publicista a zakladatel stránky Panáček v říši mluveného slova. Je synovcem trumpetisty, hudebního aranžéra, skladatele, jazzového hudebníka a pedagoga Jaromíra Hniličky. Pracuje v Knihovně univerzitního kampusu MU v Brně.

## Život a dílo
Po maturitě na Střední škole informačních a knihovnických služeb v Brně vystudoval teatrologii na Filozofické fakultě Masarykovy univerzity v Brně. Během studia se zabýval herectvím ve spolku Kočkodani, ve studentském divadelním sdružení TheAtrum Cmundi a působil také jako umělecký šéf a dramaturg v brněnském Divadle Čára. Věnoval se také zpěvu a konferování hudební skupiny Divadla Čára – BF Orchestry. Je členem souboru Prkno a po úmrtí režiséra souboru Pavla Vašíčka připravil sborník k jeho poctě Sborníček Vašíček (2014). Herecky a dramaturgicky spolupracuje také s vyškovskou Komorní scénou Divadla Haná (Karel Čapek - Zařídil to Povondra aneb Válka s Mloky, 2023).
Textem bookletu se podílel na vydání 2 CD – písně Oldřicha Nového na CD Kombiné něžné, František Rychtařík 2003 a Zpěvák E. F. Burian, 2006. Od roku 2005 zpracovává s kolegy otevřený internetový katalog mluveného slova Panáček v říši mluveného slova.
V letech 2007–2009 organizoval v brněnském oddělení Židovského muzea cykly poslechových a komentovaných přednášek rozhlasových her (2007 – cykly Holocaust v rozhlasové hře, Rudolfínská Praha v rozhlasové tvorbě, 2008 – 10x Josef Červinka 2009 – Rozhlasové hry Karola Sidona). V roce 2009 moderoval dvě vydání Radiovky Přemysla Hniličky, ve kterých vystoupily Hana Hložková a Tereza Semotamová. V letech 2010-2022 přispíval do Týdeníku Rozhlas, ve kterém psal recenze na rozhlasové pořady, vydávané nosiče s mluveným slovem, píše booklety k CD Radioservisu a od července 2011 do konce vydávání Týdeníku zde vydával i seriál Panáčkův průvodce rozhlasovou hrou.
Od roku 2023 píše pro časopis Respekt recenze na audiotvorbu.
Pro Moravskou zemskou knihovnu připravil přednášku Rozhlasový portrét Karla Högera.
Psal recenze a články pro časopisy Týdeník Rozhlas, Naše rodina, nyní píše pro Respekt a pro web Naposlech.cz.
Pro brněnský Český rozhlas, konkrétně pro pořad Aleny Blažejovské Zelný rynk, připravil cyklus Vzpomínky na Soboty, ve kterém připomínal nejzajímavější momenty z rozhlasového pořadu Nashledanou v sobotu z let 1961-1970. Později totéž téma zpracoval ve stejnojmenném pořadu pro cyklus Páteční večer (ČRo Vltava). Pro Zelný rynk vytvořil také několik medailonků brněnských herců (Josef Karlík, Lubomír Černík, Jan Purkrábek, Miloš Kročil) a četbu z rukopisných Rozhlasových vzpomínek Františka Kožíka.
Přednášel historii české rozhlasové hry a inscenace v Praze, Brně a Olomouci. Za Českou republiku vystoupil na Mezinárodním odborném semináři pro rozhlasové tvorby na téma Klasické drama a klasická literatura ve veřejnoprávním rozhlase.

## Knižní publikace
- HANÁČKOVÁ, Andrea; HNILIČKA, Přemysl; SEMOTAMOVÁ, Tereza. Rozhlasová kritika a současné reflexe auditivní tvorby. 1. vyd. Olomouc: Univerzita Palackého, 2016. ISBN 9788024449340.